# Волков, Леонид Андреевич
Леонид Андреевич Во́лков (настоящая фамилия — Зимнюко́в; 5 [17] мая 1893, Дубовка, Саратовская губерния — 18 сентября 1976, Москва) — советский режиссёр театра. Народный артист РСФСР (1945). Лауреат Сталинской премии второй степени (1946).

## Биография
Леонид Зимнюков родился 5 (17) мая 1893 года в селе Дубовка (ныне — в Красноармейском районе Саратовской области). Занимался в театральной студии под руководством Е. Б. Вахтангова. Дебютировал как актёр в Москве в 1918 году, в Народном театре, сыграв Жозефа в «Чуде св. Антония» М. Метерлинка.
С 1921 года был актёром 1-й Студии МХАТ, в 1924 году преобразованной во МХАТ 2-й. Под сценическим псевдонимом Волков приобрёл известность как разносторонний характерный актёр. В 1925 году дебютировал как режиссёр, поставив на Малой сцене МХАТа спектакль «Челкаш» по М. Горькому.
В 1927 году несогласие с политикой Михаила Чехова, возглавлявшего театр, заставило Волкова, вместе с Алексеем Диким и ещё десятью артистами, покинуть МХАТ 2-й. Он перешёл в Театр Революции, где служил до 1930 года. В 1931—1934 годах был художественным руководителем Московского ТЮЗа, с 1933 по 1942 год — режиссёром Малого театра.
В октябре 1943 года Волков был назначен художественным руководителем Центрального детского театра и занимал этот пост до 1948 года. С 1951 года вновь работал в Малом театре.
С 1923 года Леонид Волков занимался преподавательской деятельностью, с 1952 года — профессор ВТУ имени М. С. Щепкина. Среди его учеников — Никита Подгорный, Светлана Немоляева, Инна Чурикова, Борис Клюев и др.

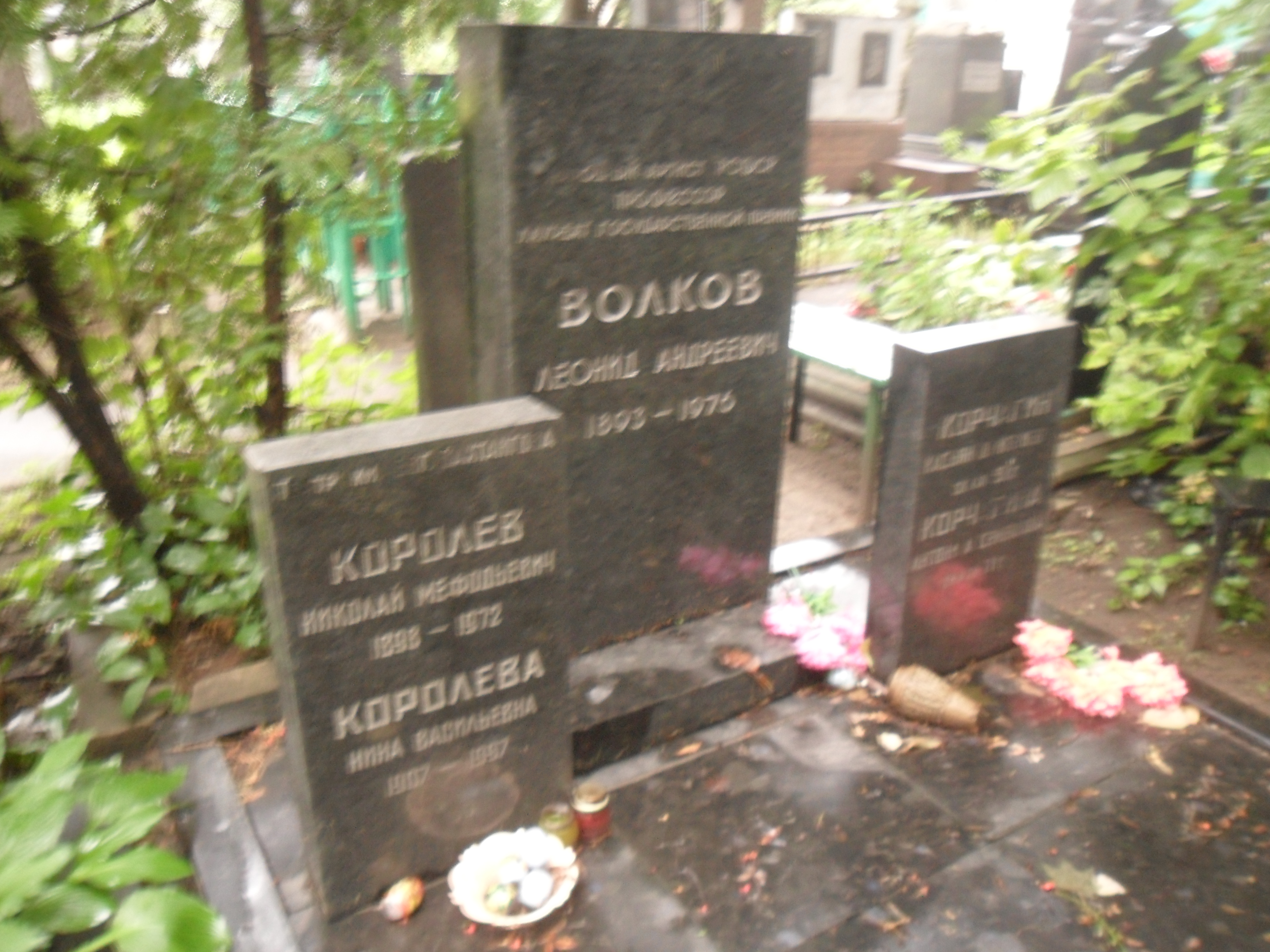
Могила Волкова на Новодевичьем кладбище.

Леонид Волков умер 18 сентября 1976 года. Похоронен в Москве на Новодевичьем кладбище (участок № 1).

## Театральные работы

### Актёр
- 1917 — «Потоп» Ю. Х. Бергера — Изобретатель
- 1918 — «Чудо святого Антония» М. Метерлинка — Жозеф
- «Блоха» по Н. С. Лескову, постановка А. Д. Дикого — Левша
- «Голгофа» — Сидор Иванович
- «Человек с портфелем» А. М. Файко — профессор Андросов

### Режиссёр
- 1925 — «Челкаш» М. Горького
- 1929 — «Бравый солдат Швейк» Я. Гашека

Театр Революции
- 1930 — «История одного убийства» М. Ю. Левидова по М. Андерсону и Г. Хикерсону; художник И. Ю. Шлепянов

Московский ТЮЗ
- 1934 — «Сам у себя под стражей» П. Кальдерона; «Скутаревский» Л. М. Леонова

Центральный детский театр
- 1944 — «Город мастеров» Т. Г. Габбе (совместно с В. С. Колесаевым)
- 1945 — «Грач — птица весенняя» С. Д. Мстиславского

Малый театр
- 1934 — «Скутаревский» Л. М. Леонова
- 1939 — «Богдан Хмельницкий» А. Е. Корнейчука
- 1940 — «Свадьба Кречинского» А. В. Сухово-Кобылина
- 1957 — «Село Степанчиково и его обитатели» по Ф. М. Достоевскому
- 1959 — «Свои люди — сочтёмся» А. Н. Островского

## Актёрские работы в кино
- 1928 — Переполох — Захар Пеньков, сухорукий мужик, «енерал Стреха»
- 1938 — Честь — Клычко Александр Григорьевич, начальник депо, вредитель
- 1939 — Поднятая целина — Казимир Михайлович, секретарь райкома

## Награды и премии
- Заслуженный артист Республики (1934)
- Заслуженный деятель искусств РСФСР (23 сентября 1937)
- Два ордена «Знак Почёта» (23 сентября 1937 — за выдающиеся заслуги в деле развития русского театрального искусства; 26 октября 1948[2])
- Народный артист РСФСР (3 ноября 1945)
- Сталинская премия второй степени (1946) — за постановку спектакля «Город мастеров» Т. Г. Габбе в ЦДТ
- медали